# Soka Gakkai
Soka Gakkai (tiếng Nhật: 創価学会 Hepburn: Sōka Gakkai; âm Hán-Việt: Sáng giá học hội) là giáo hội Phật giáo đông tín đồ nhất của Nhật Bản và cũng là thành phần lớn nhất trong các nhóm thuộc Phật giáo Nichiren. Danh từ "Gakkai" tức "học hội" được nhấn mạnh vì đạo lấy việc tu học theo lời giáo huấn của tông chủ Nichiren về Kinh Pháp Hoa là chính. Soka Gakkai cũng chú tâm đên việc niệm câu "Nam Myōhō Renge Kyō" (Nam mô Liên hoa Kinh) như một phần căn bản khi hành đạo. Giáo hội đề ra ba tiêu chí để theo đuổi là "hòa bình, văn hóa và giáo dục".
Soka Gakkai ra đời ngày 18 tháng 11 năm 1930 do hai nhà giáo Makiguchi và Toda thành lập. Đại hội ra mắt công chúng diễn ra vào năm 1937 nhưng rồi không lâu sau đó thời Đệ nhị Thế chiến giáo hội bị giải tán. Nhiều người trong hàng giáo phẩm bị cầm tù vì cổ xướng hòa bình, chống lại chủ trương khuếch chiến của phe quân phiệt. Soka Gakkai còn bị khép tội phạm thượng (lèse-majesté) đối với Thiên hoàng.
Thời hậu chiến Soka Gakkai phát triển mạnh tăng, số tín đồ tăng từ 3.000 người (trước 1945) lên 750.000 gia đình (1958) qua vận động truyền giáo. Dưới thời Đệ tam giáo chủ là Ikeda Daisaku, Soka Gakkai càng lan rộng cho. Theo số liệu do chính giáo hội thu thập thì vào thế kỷ 21 Soka Gakkai có 12 triệu tín đồ rải rác trên 192 quốc gia và vùng lãnh thổ trên thế giới.
Ikeda đã thành công biến giáo hội thành một tổ chức chính thống trong xã hội Nhật sau ba thập niên 1950-1960-1970 bị nghi kỵ và đả kích. Từ năm 1952 đến năm 1991, nó đã có chung một liên kết với giáo phái Phật giáo Nichiren Shōshū.
Về mặt chính trị, Komeito (Đảng Công minh), một chính đảng ở Nhật có liên hệ mật thiết với Soka Gakkai. Đảng này gia nhập chấp chính năm 1999 thời chính phủ Thủ tướng Đảng Dân chủ Tự do Obuchi Keizō với hình thức liên minh đến nay.